# أنطوني فاركوهار
أنطوني فاركوهار (بالإنجليزية: Anthony Farquhar)‏ هو كاهن كاثوليكي بريطاني، ولد في 6 سبتمبر 1940 في بلفاست في المملكة المتحدة.